# 449 Hamburga
449 Hamburga è un asteroide della fascia principale del sistema solare del diametro medio di circa 85,59 km. Scoperto nel 1899, presenta un'orbita caratterizzata da un semiasse maggiore pari a 2,5524014 UA e da un'eccentricità di 0,1707899, inclinata di 3,08986° rispetto all'eclittica.
Il suo nome è dedicato alla città tedesca di Amburgo.